# Monastiráki (ort i Grekland, Östra Makedonien och Thrakien, Nomós Kaválas)
Monastiráki (Monastiraki) är en ort i Grekland.   Den ligger i prefekturen Nomós Kaválas och regionen Östra Makedonien och Thrakien, i den nordöstra delen av landet, 300 km norr om huvudstaden Aten. Monastiráki ligger 7 meter över havet och antalet invånare är 230.
Terrängen runt Monastiráki är mycket platt. Havet är nära Monastiráki söderut.  Närmaste större samhälle är Chrysoúpolis, 12,3 km norr om Monastiráki. Trakten runt Monastiráki består till största delen av jordbruksmark.